# Simulium vilhenai
Simulium vilhenai es una especie de insecto del género Simulium, familia Simuliidae, orden Diptera.

## Distribución
Se distribuye por Angola.

## Taxonomía
Fue descrita científicamente por Luna de Carvalho, 1962.